# Tarō Sugimoto
Tarō Sugimoto (jap. 杉本 太郎 Sugimoto Tarō; ur. 28 grudnia 1996) – japoński piłkarz występujący na pozycji pomocnika. Obecnie występuje w Tokushima Vortis.

## Kariera klubowa
Od 2014 roku występował w klubach Kashima Antlers i Tokushima Vortis.